# アウトブレイク (映画)
『アウトブレイク』（Outbreak）は、1995年のアメリカ合衆国のパニック映画。監督はウォルフガング・ペーターゼン、出演はダスティン・ホフマンとレネ・ルッソなど。
エボラ出血熱を参考に、アフリカから持ち込まれた非常に致死性の高いウイルスによる未曽有の「バイオハザード（微生物災害）」に立ち向かう人々を描いたサスペンス映画。

## ストーリー
プロローグ
1967年。ザイール（現・コンゴ民主共和国）のモターバ川流域で内戦に参加していた傭兵部隊に原因不明の出血熱が流行し、多数の死者を出した。調査の為に現地を訪れたアメリカ陸軍は想像以上の感染速度と病状の凶悪さに驚き、感染者の血液を採取した後、隠蔽と封じ込めのため部隊のキャンプを燃料気化爆弾の投下で壊滅させる。
未知のウイルスによる出血熱
時は流れ90年代、モターバ川流域の小さな村で未知のウイルスによる出血熱が発生する。兵士を伝染病等から守る“医学防衛”を任務とするアメリカ陸軍所属の研究機関・アメリカ陸軍感染症医学研究所（USAMRIID）のLEVEL4（最高警戒度）研究チームを率いる軍医のサム・ダニエルズ大佐はビリー・フォード准将の命令を受け、チームメンバーでダニエルズの友人でもあるケイシー・シュラー中佐と、ヘリコプター操縦資格も持つ新任のソルト少佐を率い現地に赴く。が時既に遅く、村の医師と村から離れて暮らしていた祈祷師を除いて村は全滅状態となっていた。
空気感染は無いとしながらも、ダニエルズはウイルスの致死率の高さと感染者を発病後24時間で死に至らしめるスピードの早さ、持ち帰った検体から見つかった新発見のウイルスがエボラでも数日かかるダメージを数十時間でもたらすという実験結果に危機感を抱き、軍上層部とCDC（米国疾病対策センター）に勤務する元妻のロビー・キーオに警戒通達の発令を要請する。
しかし、如何に恐ろしいウイルスと言えど、アメリカに入り込んで蔓延する可能性はゼロに等しいと、双方から却下されてしまう。喧嘩別れしたロビーはともかく、軍上層部の反応にダニエルズは不審を抱く。
密輸入のサルにより感染爆発
そんな折、アフリカから1匹のサルが貨物船乗組員によりアメリカに密輸入された。密売人のジンボは検疫所の係員に賄賂を渡して口封じをしつつ、サルをカリフォルニア州沿岸の田舎町シーダー・クリークにあるペットショップに売りつけようとするが、客がオスを欲していたのにメスを持ち込んだため取り引きに失敗し、持て余したサルを森に放す。
その後、サルを輸送している最中に飲んでいた水を顔にかけられたジンボと、空港到着時に彼とキスをしたジンボの恋人アリスがボストンでモターバ熱を発病し搬送されるが、病院の医師は病気の正体が分からず保健当局へ通報。謎の熱病発生の報告を受けてロビーはダニエルズから聞いたウイルスの話を思い出し、ボストンへと向かい聞き取り調査を試みるも、何も聞き出せないまま二人は死亡。解剖の結果正体不明の出血熱である事が判明し、CDCは警戒通達を発表。
そして、あのサルに腕を引っかかれていたペットショップの店長ルディーがモターバ熱を発症し死亡。更に、不注意でルディーの血液を浴びた血液検査技師ヘンリーが、急な体調不良を自覚しつつも恋人と町の映画館へ行ったのを機に、飛沫感染によってアウトブレイク（爆発的な感染）が始まってしまう。一時はジンボの乗っていた飛行機の乗客、治療に当たった病院関係者、出入りしていた検疫所の職員全員が陰性だった事に沸き立ったCDCにも15人発病の一報が届き、支援と調査のためスタッフが現地入りする事を決める。
解決策の模索
一方上層部のドナルド・マクリントック少将とフォード准将は、この伝染病が以前モターバ川流域で派生した伝染病と同じであることに気づく。かつて患者を救うどころか抹殺して持ち帰った血液は、マクリントックの指示によって、医師でもあるフォードも絡んで密かに細菌兵器として保管されており、E-1101という治療用の血清も作られていた。マクリントック少将は、当初から「封じ込め」を念頭にシーダー・クリークへ陸軍の戦闘部隊を派遣し、町を完全武装の兵士と攻撃ヘリで封鎖させる。正義感の強いダニエルズに細菌兵器の存在を知られる事を恐れて、彼を今回の伝染病対策から外したフォード達だが、人命優先のダニエルズは命令を無視して密かに部下と共にシーダー・クリークへ飛び、ロビー率いるCDCのチームと協力して治療法の研究と感染経路の特定を進める。
その最中、宿主のサルが食べていたバナナを盗み食いして感染した別のサルが、軍から運び込まれ患者に投与されていたE-1101によって回復する。フォードはE-1101をエール大学の開発した抗血清であると説明し、もしかしたら効果があるかもしれないと言ったが、ダニエルズは既に血清が作られていたことで細菌兵器にされたモターバ・ウイルスの存在に気がつく。しかし、空気感染するウイルスに変異した伝染病には血清が効かなかった。更に調査を進めると、空気感染しない原株「アフリカン・モターバ」も変異して空気感染するようになった変異株「ヤンキー・モターバ」も、共にアメリカに持ち込まれた宿主が保菌しているという結論に行きつく。
爆撃機による攻撃の回避
その矢先、シュラーが不慮の事故で感染・死亡して、ロビーも彼から採血する際に偶然注射針で指を刺し感染してしまう。彼女が発症する前に血清を完成させようと奔走するダニエルズは、部下のソルト少佐と2人で陸軍のヘリを盗み、感染源の調査を続ける。
一方、マクリントックは細菌兵器の存在を隠し通すために策謀を巡らせ、モターバ川流域で傭兵部隊のキャンプを焼き払った時のように、アメリカと世界を守るためという名目で閣僚を取り込み、街へ燃料気化爆弾を搭載した爆撃機を差し向ける。宿主であるサルが森に逃がされた事も突き止めたダニエルズらは、軍からの追っ手を振り切りつつサルを捕獲、アフリカン・モターバ用の血清をベースとして、ヤンキー・モターバ用の血清を合成する。
ロビーへの臨床試験も成功し、治療の目処が立ったが、爆撃機はもう目前まで迫っていた。ダニエルズとソルトは司令部に治療法の存在を伝えるがマクリントックに握りつぶされてしまい、実力行使で爆撃を止めるためヘリで爆撃機の進路を阻みつつ、無線通信で爆撃機の操縦士に作戦中止を懇願する。最終的には爆弾が投下され、あわや住民達も新しい血清ごと灰燼に帰するかに思われたが、爆弾はシーダー・クリークから大きく逸れ、沖合で炸裂する。操縦士達は歪んだ命令に従うよりも人命を救うことを選び、風で流されたように見せかけて狙いを外したのだ。
そして、フォードも人間として行動することを選択しマクリントックを逮捕、ダニエルズは快方に向かうロビーと共に新たな人生を踏み出すのであった。

## モターバ・ウイルス
劇中に登場する架空のウイルス。
高熱、下痢、全身や消化管からの出血などエボラ出血熱に似た症状を引き起こす（ウイルスの形状もエボラと似ている）が、体内に侵入すると驚異的なスピードで増殖を行い内臓を融解させて感染者を数日で死に至らしめ、致死率は100%と極めて高い。
感染経路は、ジンボと彼の恋人アリス、ペットショップで宿主の隣の檻にいたサルなどが感染したウイルスは、血液などの液体を介した接触感染のみだった。しかし、ヘンリー以下シーダー・クリークの住民達が感染した変異株ウイルスは、インフルエンザやコロナウイルス（新型コロナウイルス（COVID-19）含む）等で見られる空気感染も可能になっており、エボラ以上の致死率と感染力を併せ持つようになった。
名前の由来は、感染が確認された村の近くを流れる「モターバ川」から。アメリカで発見された空気感染する変異株は「ヤンキー・モターバ」と呼ばれ、髭状の物質が生えているのが特徴である。映画では「宿主が原株とヤンキー・モターバの両方を保持している」と説明されているが、小説版では「原株がヘンリーの持病である喘息から遺伝子的影響を受けてヤンキー・モターバに変異した」と推測されている。

## キャスト
| 役名                           | 役割                                     | 俳優                                | 日本語吹替 | 日本語吹替 |
| 役名                           | 役割                                     | 俳優                                | ソフト版 | 日本テレビ版 |
| ------------------------------ | ---------------------------------------- | ----------------------------------- | --- | --- |
| サム・ダニエルズ大佐           | USAMRIID LEVEL4研究チーム指揮官          | ダスティン・ホフマン                | 野沢那智 | 大和田伸也 |
| ロビー・キーオ                 | CDC感染症対策チーム ダニエルズ大佐の元妻 | レネ・ルッソ                        | 宮寺智子 | 小山茉美 |
| ビリー・フォード准将           | USAMRIID所長                             | モーガン・フリーマン                | 前田昌明 | 坂口芳貞 |
| ケイシー・シュラー中佐         | USAMRIID LEVEL4研究チーム                | ケヴィン・スペイシー                | 仲野裕 | 牛山茂 |
| ソルト少佐                     | USAMRIID LEVEL4研究チーム                | キューバ・グッディング・Jr          | 北川勝博 | 家中宏 |
| ドナルド・マクリントック少将   | 陸軍の生物兵器部門幹部                   | ドナルド・サザーランド              | 納谷悟朗 | 田口計 |
| ジェイムズ・“ジンボ”・スコット | 動物密売人                               | パトリック・デンプシー              | 田中正彦 | 山路和弘 |
| リサ・アロンソン               | CDC感染症対策チーム                      | スーザン・リー・ホフマン            | 田中敦子 | |
| フリオ・ルイス                 | CDC感染症対策チーム                      | ベニート・マルティネス              | | |
| ベンジャミン・アイワビ医師     | モターバ川集落の医師                     | ゼイクス・モカエ                    | 岩田安生 | 堀之紀 |
| ブリッグス中佐                 | 陸軍第8歩兵連隊第1大隊長                 | デイル・ダイ                        | | 小山武宏 |
| シェリー・モールディン         | シーダー・クリークの住人                 | ミシェル・ジョイナー                | 吉田愛理 | |
| 大統領補佐官                   |                                          | J・T・ウォルシュ （クレジットなし） | 神谷和夫 | 野島昭生 |
| 役不明又はその他               |                                          |                                     | 田原アルノ 藤城裕士 大木正司 鈴木勝美 岡村明美 寺内よりえ 小野英昭 松本大 水野龍司 伊藤和晃 大黒和広 喜田あゆみ 磯辺万沙子 南民恵 | 斎藤志郎 村田則男 山野井仁 さとうあい 伊藤栄次 津村まこと 前田千亜紀 中博史 石波義人 柳沢栄治 小島敏彦 坂口賢一 西宏子 古田信幸 幸田夏穂 堀川仁 藤巻恵理子 石井隆夫 小野美幸 田村真紀 満仲由紀子 |
| 日本語版制作スタッフ           |                                          |                                     | | |
| 翻訳                           |                                          | 戸田奈津子(字幕)                    | プロセンスタジオ | 平田勝茂 |
| 演出                           |                                          |                                     | 福永莞爾 | 福永莞爾 |
| 調整                           |                                          |                                     | 滝沢康 | 山田太平 |
| 録音                           |                                          |                                     | 滝沢康 | |
| 効果                           |                                          |                                     | | リレーション |
| 音響制作                       |                                          |                                     | 相原正之 中西真澄 | 小川眞紀子 (ムービーテレビジョン) |
| プロデューサー                 |                                          |                                     | 貴島久祐子 | 大塚恭司 藤本鈴子 門屋大輔 (日本テレビ) |
| 制作                           |                                          |                                     | ワーナーホームビデオ プロセンスタジオ                                                                                             | ムービーテレビジョン |
| 初回放送                       |                                          |                                     | | 1998年1月9日 『金曜ロードショー』 |

## 地上波放送履歴
音源は全て日本テレビ版の物を使用。
| 回数  | テレビ局   | 番組名             | 放送日         |
| ----- | ---------- | ------------------ | -------------- |
| 初回  | 日本テレビ | 金曜ロードショー   | 1998年1月9日   |
| 2回目 | フジテレビ | ゴールデン洋画劇場 | 1999年12月25日 |
| 3回目 | テレビ東京 | 木曜洋画劇場       | 2001年2月8日   |
| 4回目 | フジテレビ | ゴールデンシアター | 2002年8月17日  |
| 5回目 | テレビ東京 | 水曜シアター9      | 2009年8月12日  |
| 6回目 | テレビ東京 | 午後のロードショー | 2011年10月5日  |
| 7回目 | テレビ東京 | 午後のロードショー | 2014年2月13日  |
| 8回目 | テレビ東京 | 午後のロードショー | 2017年2月3日   |

## 製作
本作のプロデューサーであるアーノルド・コペルソンは元々、エボラ出血熱の感染危機を追ったリチャード・プレストンによるノンフィクション『ホット・ゾーン』の映画化を進めていた。『羊たちの沈黙』の脚本家テッド・タリーが脚色し、ロバート・レッドフォードとジョディ・フォスターの共演とリドリー・スコット監督による20世紀フォックスの企画であったが、進捗しないまま監督、出演者とも他の作品に取り掛かってしまい製作は中止。代わりにオリジナル脚本で臨んだのが本作である。
- 検疫施設のサルの間で空気感染が発生した事実も描かれた『ホット・ゾーン』について、20世紀フォックスは2002年にもデヴィッド・シーゲルとスコット・マッギーヒーの共同監督作として映画化をアナウンスしたが、やはり中止[要出典][8]。原作者のプレストンをコンサルタントに迎え元々企画に携わっていたリドリー・スコットがプロデュースするテレビシリーズ制作が2014年に発表され、ナショナルジオグラフィックで全6話が2019年5月27日から29日に放送された。ジュリアナ・マルグリーズ、リアム・カニンガム、トファー・グレイス、ノア・エメリッヒなどが主演。アメリカでも感染者が出た「2014年の西アフリカエボラ出血熱流行」にも言及がある[9]。2021年に製作・放送されたシーズン２はエボラではなくアメリカ炭疽菌事件を題材にしているが、フォート・デトリック=USAMRIIDで研究されていた生物兵器の漏洩という点で本作や小松左京の『復活の日』などと類似点をもつ。[要出典]

- エボラ出血熱が連続殺人に用いられるロビン・クック作のサスペンス『アウトブレイク－感染』（出版は1987年）が本作公開と同じ1995年に『Virus』のタイトルでニコレット・シェリダン主演でテレビドラマ化されている。日本では『LEVEL4』としてビデオ化、『ロビン・クックの死の処方箋』としてNHK-BS2で放映された。[要出典]

病院の検査技師ヘンリーが恋人と映画館で観ているのは『トムとジェリー/ウソをついたら』であり、登場人物が劇中同じような行動をとる描写もある。
この映画が公開中の1995年に、ザイール（現・コンゴ民主共和国）でエボラ出血熱（エボラ・ザイール）が流行した。
監督のウォルフガング・ペーターゼンはケイシー・シュラー役に当初はティム・ロビンスを考えていた。

## 作品の評価
Rotten Tomatoesによれば、64件の評論のうち高評価は59%にあたる38件で、平均点は10点満点中5.7点、批評家の一致した見解は「ストレスがたまるほどムラがあるオールスター・ディザスタードラマ『アウトブレイク』は、最終的に伝染力が弱いことを示すだけで永続的な副作用はほとんど残らない。」となっている。
Metacriticによれば、21件の評論のうち、高評価は15件、賛否混在は5件、低評価は1件で、平均点は100点満点中64点となっている。